# Cinderella (Davies)
Cinderella ist eine Oper von Peter Maxwell Davies für junge Darsteller und junges Orchester in zwei Akten. Sie ist eine modernisierte Form von Aschenputtel. Die Oper wurde im Jahr 1979 komponiert und am 21. Juni 1980 im Orkney Arts Theatre in Kirkwall (Schottland) im Rahmen des St.-Magnus-Festivals uraufgeführt. Die Originalversion ist englisch, es gibt mittlerweile jedoch auch mehrere deutsche Übersetzungen.

## Handlung

### Erster Akt
Cinderella fährt mit dem Zug zu ihrem neuen Au-Pair-Job. Am Zielort angekommen, wird sie sogleich von Witwe Knurrig erkannt und muss das Gepäck zum Haus tragen. Dort lernt sie dann die drei witzig-gemeinen Töchter der Witwe Knurrig kennen: Medusa, Hekathe und Dragonia.
Sobald Witwe Knurrig aus dem Haus ist, wird Cinderella von den Schwestern herumkommandiert („Kratz mir den Rücken“). Nach einem flotten Ohrwurm mit Blockflötenbegleitung („Ich würd so gern verreisen“) gehen die Schwestern ab und Cinderella klagt der Katze ihr Leid („O Pussicat“).
Dann tritt plötzlich der Herold zu einer Trompetenfanfare auf und verkündet einen großen Ball beim Prinzen. Die Schwestern sind sehr aufgeregt und sehen ihre Chance gekommen („Ich bin so aufgeregt wie nie“). Nur Cinderella darf nicht zum Ball. Sie klagt wieder der Katze, und diese weiß Rat („Ich bin die siebte Tochter“). Sie besorgt Cinderella mit ihren Zauberkräften Kleidung für den Ball und fährt dann mit ihr und ihren Kätzchen zum Ball.

### Zweiter Akt
Die Tänzer wiegen sich zu Walzermusik beim Ball. Nacheinander treffen verschiedene Gäste ein: Der Feldmarschall, der Flottenadmiral, der Kapitän der Luftwaffe, die Katze und schließlich die drei Schwestern. Nachdem jede der drei Schwestern einen Liebhaber beim Militär hat, kommt nach einem Stück modernerer Tanzmusik der Prinz, sehr gelangweilt. Nachdem er seinem Unwillen Luft gemacht hat („Ach diese blöden Tänze mit all den Tussis hier“) erscheint Cinderella. Von der Katze als Prinzessin angekündigt, verliebt sich der Prinz sofort. Doch die Knurrig-Schwestern wollen das nicht einsehen und reißen den Prinzen an sich zum Tanz. Doch dann greift die Katze ein und Cinderella und der Prinz tanzen doch noch zusammen. Die Freude ist von kurzer Dauer, schon kündigen die Kätzchen Mitternacht an, den Zeitpunkt, wo Cinderella wieder zu einem gewöhnlichen Au-Pair-Mädchen wird. Sie muss den Ball übereilt verlassen, verliert aber einen Schuh. Nun singen sie beide einsam von ihrer großen Liebe. Wieder zu Hause klagen und weinen die Schwestern, trösten aber auch ihre Mutter mit dem Versprechen, dass sie sich sogleich einen anderen Bräutigam „angeln“ werden. Da geht der Prinz durch das Land und sucht seine Prinzessin in Begleitung der drei Befehlshaber des Militärs.
Nachdem die Schwestern glücklich mit ihren Liebhabern vereint sind, findet auch der Prinz endlich seine Cinderella und fährt mit ihr zur Hochzeit.

## Besetzung
Alle Instrumentalstimmen sind für Schulkinder ohne besondere musikalische Ausbildung bestimmt. Nur der Klavierpart ist etwas anspruchsvoller.
- Blockflöten (Soli, an einigen lauteren Stellen können mehrere Flöten chorisch eingesetzt werden)
  - Sopranblockflöte
  - Altblockflöte
  - Tenorblockflöte
- Trompete in B
- Schlagzeug (sechs Spieler)
  - Sopran-Glockenspiel (2 Oktaven, C bis C chromatisch), Alt-Xylophon (1½ Oktaven, C bis Fis), Flexaton
  - Alt-Glockenspiel (2 Oktaven, C bis C chromatisch), Tenor-Xylophon (1½ Oktaven, F bis C), Zugschaffner-Pfeife, Ballon
  - Bass-Xylophon (1½ Oktaven, C bis As), Glockenstäbe (1½ Oktaven, G bis E chromatisch), zwei Bongos, vier Templeblocks, Tamburin, Bootsmann-Pfeife
  - Kleine Trommel, Ballon, Maracas, Kastagnetten, Tamburin
  - Hängendes Becken, Paarbecken, zwei Holzblöcke, duck-quack, Sandpapier, Schlittenglocken, Triangel
  - Große Trommel, Schiedsrichter-Pfeife, Kolbenflöte, Tamtam, Didgeridoo
- Klavier
- Streicher (solistisch oder als kleines Streichorchester): zwei Violinen, Bratsche (optional), Violoncello, Kontrabass